# 134127 Basher
134127 Basher è un asteroide della fascia principale. Scoperto nel 2005, presenta un'orbita caratterizzata da un semiasse maggiore pari a 3,0968983 UA e da un'eccentricità di 0,0680454, inclinata di 11,79633° rispetto all'eclittica.